# Heřmánkovice
 Heřmánkovice  – wieś przygraniczna w Czechach, w kraju kralovohradeckim, w Sudetach Środkowych, na pograniczu Broumovskej kotliny i Gór Suchych.
Duża, górska wioska, położona na północ od Broumova na wysokości od 400 do 500 m n.p.m., od którego ciągnie się, aż do południowego podnóża środkowej części Gór Suchych (czes. Javoří hory). W skład Heřmánkovic wchodzi osada Janovičky przy granicy z Polską – znany rejon rekreacyjny.
Jest to rozciągnięta wieś, charakteryzująca się wąską i luźną zabudową budynków, położonych po obu stronach, wzdłuż drogi, w niektórych miejscach wsi zabudowa jest zwarta i skupiona.
We wsi zachowały się liczne obiekty budownictwa ludowego, gospodarstwa typu broumovskiego z XIX wieku, kościół barokowy pod wezwaniem Wszystkich Świętych, z 1723 roku, kalwaria z około 1800 roku, dwa stare kamienne krzyże w murze cmentarnym, potocznie nazywane krzyżami pokutnymi, chociaż nie ma pewności co do przyczyn ich fundacji oraz wiele zabytków sakralnych: rzeźb, figurek, kapliczek i krzyży, ustawionych przy drogach oraz wśród pól.
Nad górną częścią wsi dominuje masyw Velbloudí vrchu.

## Zabytki
- Kościół Wszystkich Świętych w Heřmánkovicach należy do Broumovskiej grupy kościołów[1].
- Plebania w Heřmánkovicach
- Kostnica w Heřmánkovicach

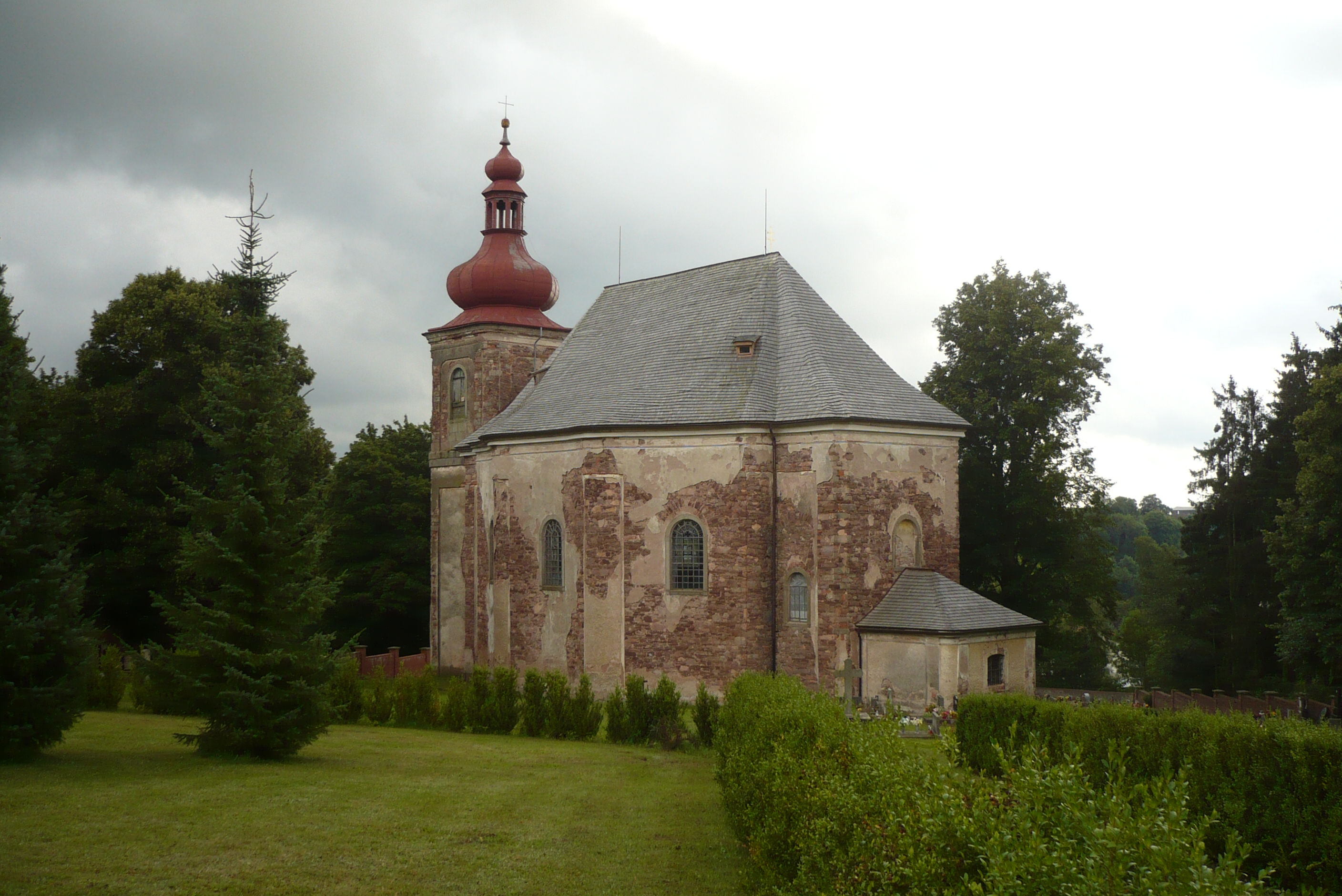
Kościół
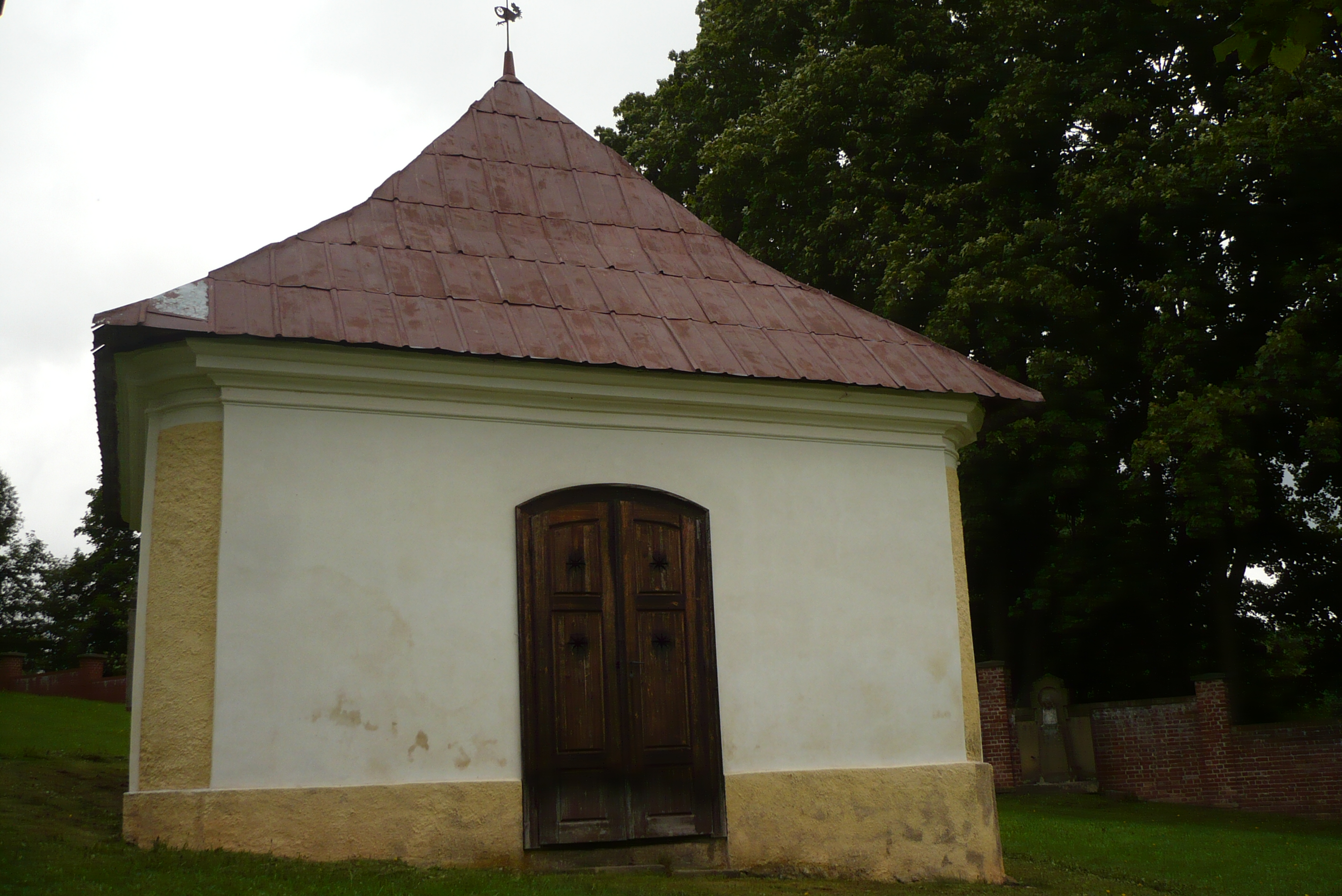
Kostnica w Heřmánkovicach
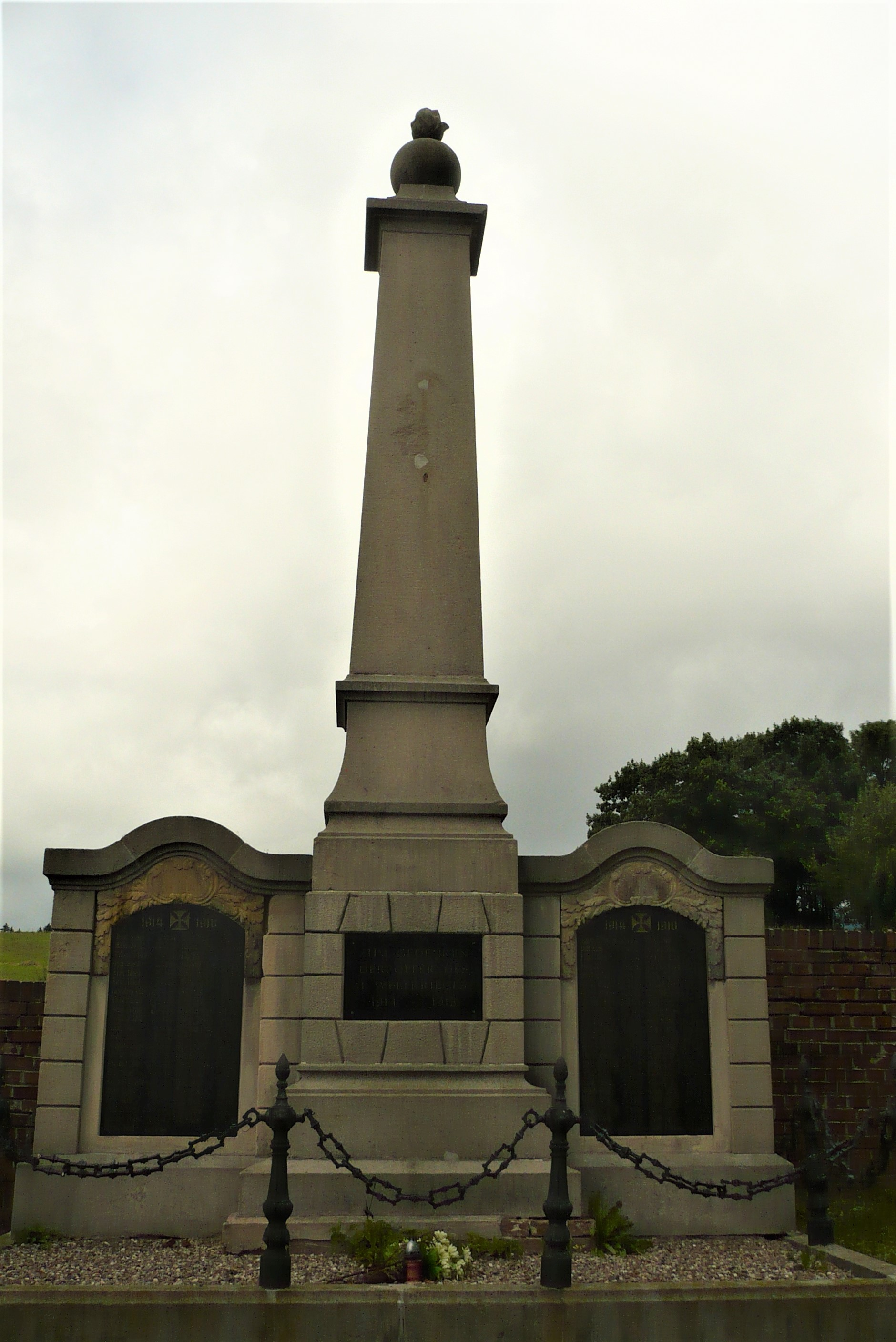
Pomnik poległych
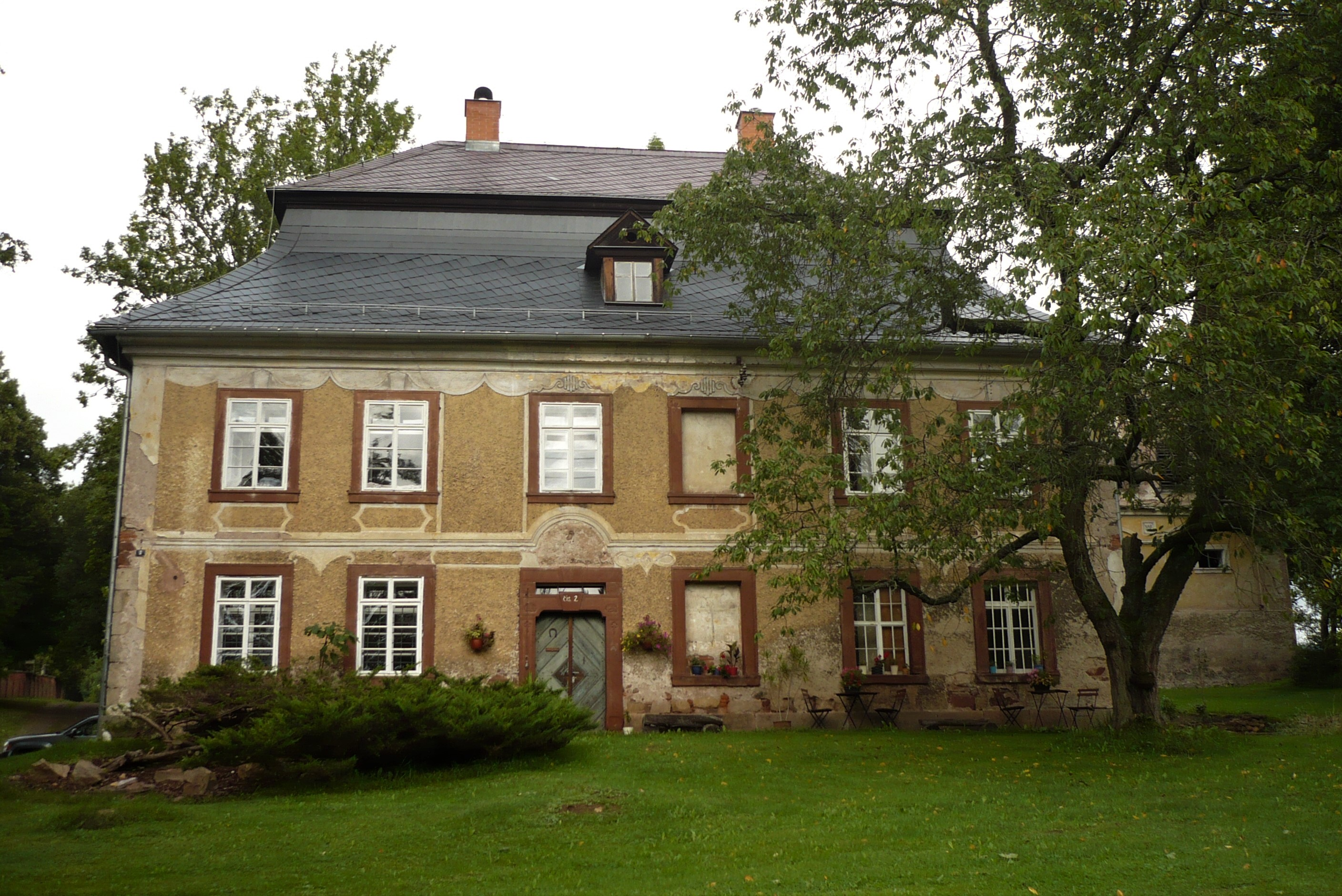
Plebania w Heřmánkovicach
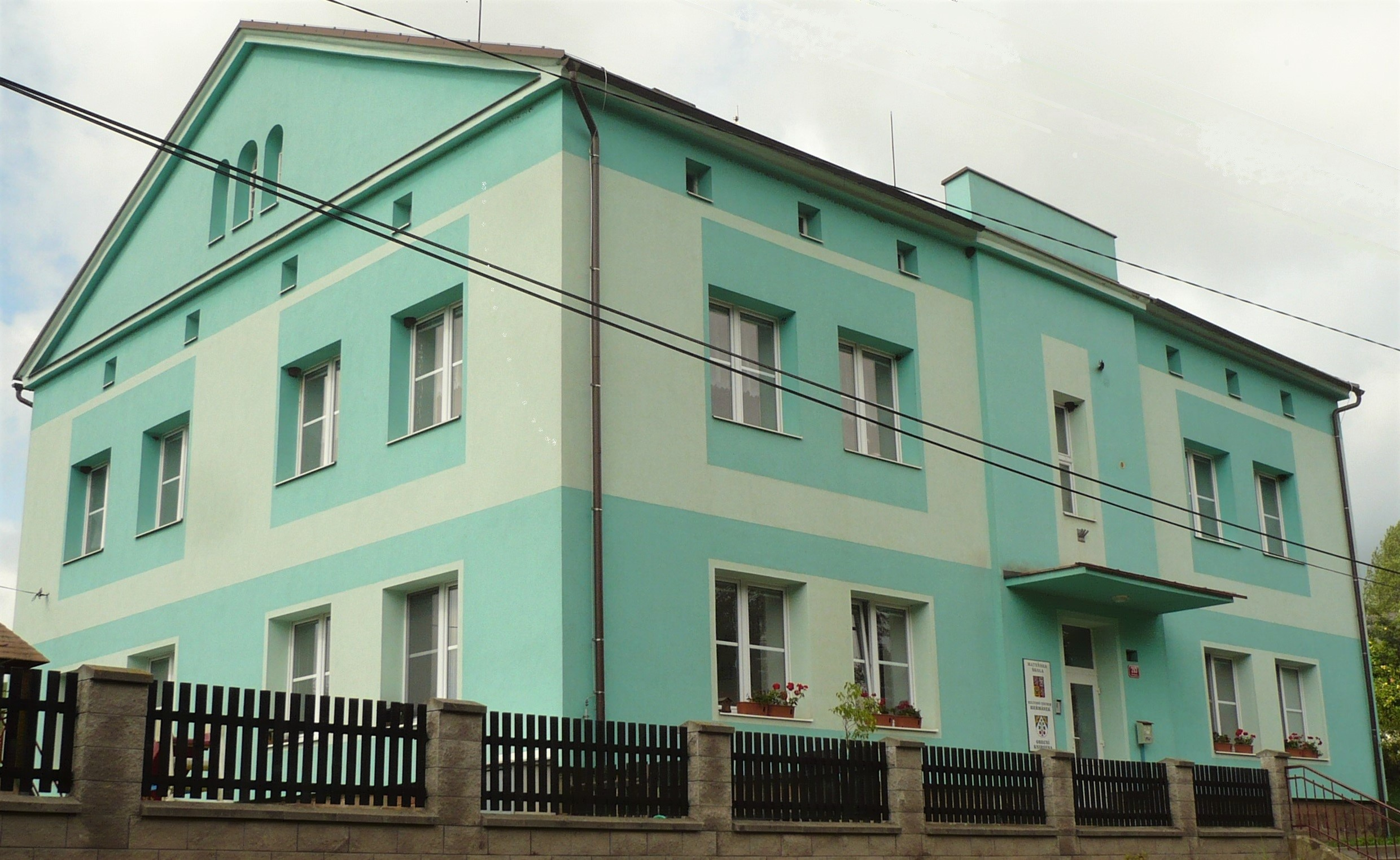
Szkoła
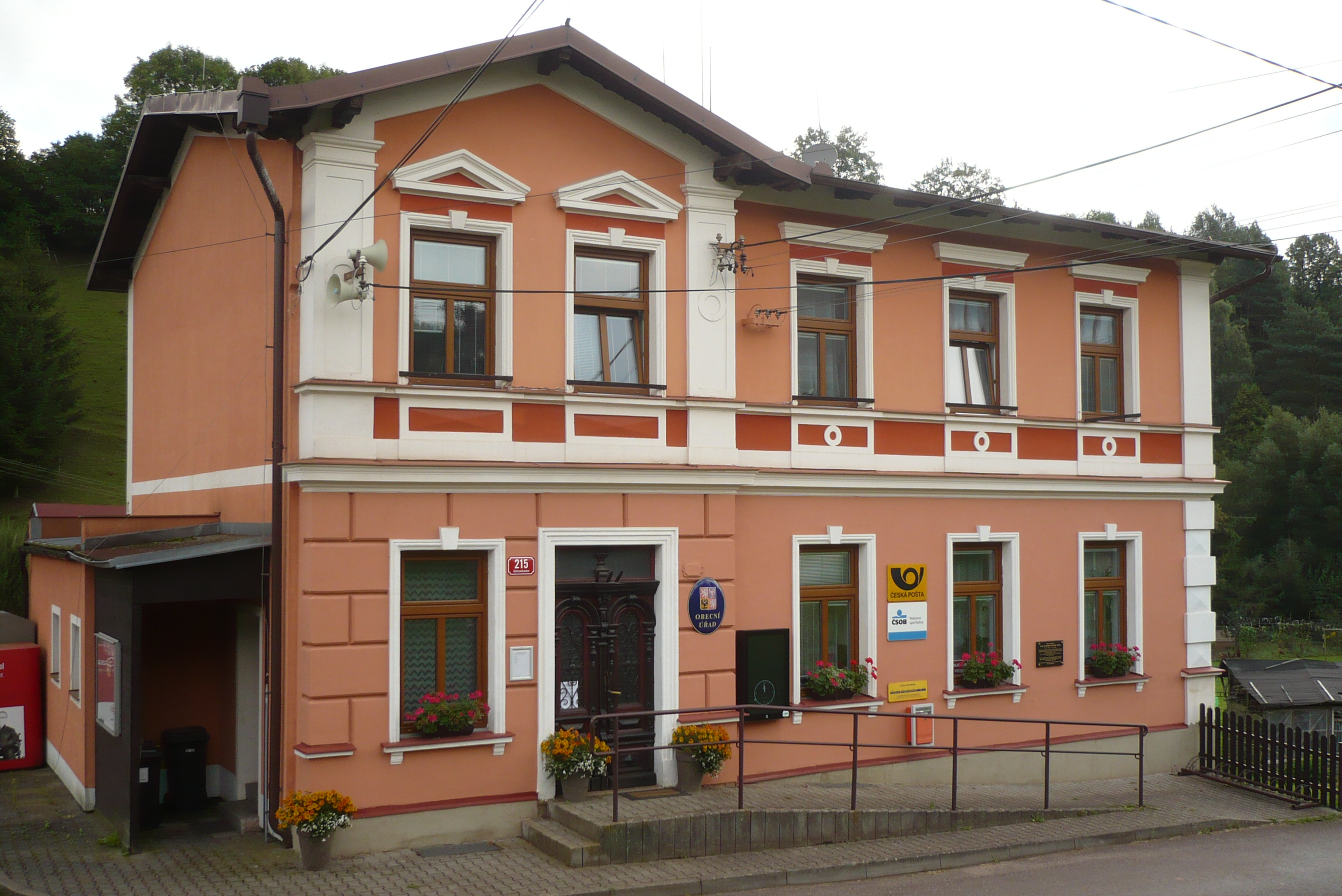
Urząd
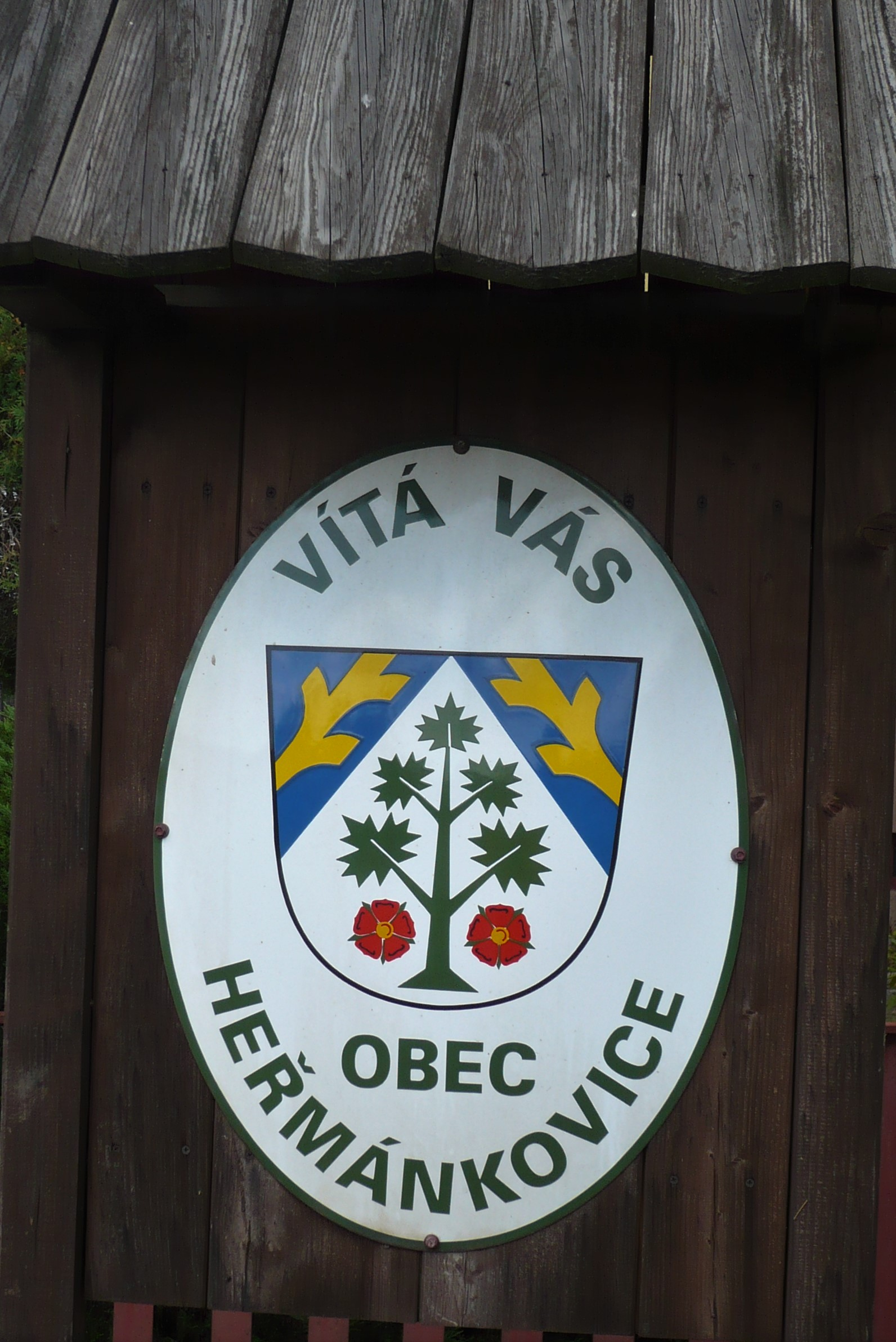

## Przejście graniczne
Janovičky - Głuszyca - turystyczne.

## Turystyka
- Przez wieś prowadzi oznakowana trasa rowerowa.
- Wieś w części górnej i Janovičky mają typowy charakter letniskowo-wypoczynkowy, znajdują się tu wyciągi, narciarskie trasy zjazdowe, trasy rowerowe kilka pensjonatów oraz narciarskie trasy biegowe.